# Robert Jordan
James Oliver Rigney Jr., írói álnevén Robert Jordan (Charleston, Dél-Karolina,1948. október 17. – Charleston, 2007. szeptember 16.) amerikai fantasyíró. Legismertebb műve Az Idő Kereke sorozat, mely 14 könyvet és egy előzménytörténetet foglal magában. További írói álnevei: Reagan O’Neal és Jackson O’Reily.

## Életrajz
Robert Jordan Charleston városában, Dél-Karolina államában született. Négy éves korában tanult meg olvasni. Két bevetésen is részt vett Vietnamban (1968-1970), helikopteres lövészként. Több kitüntetést kapott. Vietnam után egy dél-karolinai katonai felsőoktatási intézménybe járt, ahol fizikából szerzett egyetemi képzettséget. Az Amerikai Haditengerészetnél helyezkedett el atomfizikusként. 1977-ben kezdett el írni. Kedvelte a történelmet, szeretett vadászni, halászni, hajózni, és szerette a különféle játékokat is. Saját bevallása szerint is szabadkőműves volt, amely a regényeiben is visszaköszön, de ezt igyekezett titkolni, a szabadkőművesség negatív megítélése miatt. Feleségével, Harriet McDougal-lel, aki a Tor Books (és az ő saját) szerkesztője is volt, egy 1797-ben épült házban éltek.

### Betegsége és halála
2006. március 23-án Jordan egy nyilatkozatban közzétette, hogy az orvosi diagnózisa szív amiloidózis, (az erek falában és a bazális membránokban (BM) irreverzibilisen lerakódó kóros fehérje), és hogy kezeléssel együtt is a várható élettartama még négy év, de túl kívánja élni a statisztikákat. Később a Dragonmount blogjában arra biztatta rajongóit, hogy ne aggódjanak miatta, mert még hosszú és alkotó életet akar élni. Az amerikai Mayo Klinika nyújtott számára kemoterápia kezelést 2006 áprilisától. Jordan részt vett egy új gyógyszer, a Revlimid tanulmányi kipróbálásában amely még csak akkor lett elfogadva a mielóma multiplex gyógyítására, de még nem volt tesztelve az elsődleges amiloidózis-on.
Jordan 2007. szeptember 16-án helyi idő szerint délután 2:45 körül halt meg. A temetési szertartásra pedig szerdán, 2007. szeptember 19-én került sor. Jordan hamvait egy episzkopális templomi sírhelybe helyezték el Charleston külterületén.

## Művei

### Az Idő Kereke sorozat
Az alkotó a tizenkét kötetesre tervezett fő ciklusból csak tizenegy kötetet tudott publikálni, az utolsó kötetekben egyre inkább terjengős stílusban. Blogbejegyzései alapján a befejező részen haláláig dolgozott, és a cselekmény lényegesebb elemeit megosztotta családjával, abból a célból, hogy mindenképpen lezárhassa valaki a sorozatot. 2007. december 7-én a Tor Books bejelentette, hogy az utolsó kötetet ("A Fény emlékezete") Brandon Sanderson fogja befejezni. Jordan özvegye, Harriet McDougal kérte fel rá, miután olvasta a Ködszerzet: A Végső Birodalom című könyvét.[20]
A sorozatot a következő kötetek alkotják:
- A Világ Szeme (The Eye of the World, 1990)
- A Nagy Hajtóvadászat (The Great Hunt, 1990)
- Az újjászületett Sárkány (The Dragon Reborn, 1991)
- Hódít az árnyék (The Shadow Rising, 1992)
- Mennyei tűz (The Fires of Heaven, 1993)
- A káosz ura (Lord of Chaos, 1994)
- A kardok koronája (A Crown of Swords, 1996)
- A tőrök útja (The Path of Daggers, 1998)
- A tél szíve (Winter's Heart, 2000)
- Az alkony keresztútján (Crossroads of Twilight, 2002)
- Új tavasz (New Spring, 2004 – előzménytörténet, 1998-ban novella formájában készült el először)
- Álmok tőre (Knife of Dreams, 2005)
- Gyülekező fellegek (The Gathering Storm, 2009 – szerzőtárs Brandon Sanderson)
- Az Éjfél Tornyai (Towers of Midnight, 2010 – szerzőtárs Brandon Sanderson)
- A Fény emlékezete (A Memory of Light, 2013 – szerzőtárs Brandon Sanderson)

### Conan, a barbár
Jordan az egyik írója volt a Conanról szóló történeteknek is. Mikor Tom Doherty megszerezte a figura jogait, gyorsan szüksége lett egy regényre, Harriet McDougal pedig férjét ajánlotta a feladatra, ugyanis legelső, "Warrior of the Altaii" című novelláját mindössze 13 nap alatt írta meg (ez utóbbi művet ugyanakkor közel 40 évig ki sem adták). Magyarul ezek közül egyedül a "Conan, a pusztító" jelent meg, mely az ugyanezen című film adaptációja.
- Conan the Invincible (1982)
- Conan the Defender (1982)
- Conan the Unconquered (1983)
- Conan the Triumphant (1983)
- Conan the Magnificent (1984)
- Conan, a pusztító (1984)
- Conan, the Victorious (1984)

### Egyéb
- The Fallon Blood (1980, Reagan O'Neal néven)
- The Fallon Pride (1981, Reagan O'Neal néven)
- The Fallon Legacy (1982, Reagan O'Neal néven)
- Cheyenne Raiders (1982, Jackson O'Reilly néven)
- Warrior of the Altaii (2019, posztumusz[11])

## Magyarul
- Conan, a pusztító; Cherubion, Debrecen, 1995
- A világ szeme; ford. Würth Attila; Beholder, Bp., 1998 (Az idő kereke sorozat)
- A nagy hajtóvadászat; ford. Würth Attila; Beholder, Bp., 1999 (Az idő kereke sorozat)
- Az újjászületett Sárkány; ford. Radnóti Alíz; Beholder, Bp., 2000 (Az idő kereke sorozat)
- Hódít az árnyék; ford. Radnóti Alíz; Beholder, Bp., 2000 (Az idő kereke sorozat)
- Mennyei tűz 1-2.; ford. Radnóti Alíz, Varga A. Csaba; Beholder, Bp., 2001 (Az idő kereke sorozat)
- A káosz ura, 1-2.; ford. Bátori Tamás; Beholder, Bp., 2001–2002 (Az idő kereke sorozat)
- A kardok koronája; ford. Körmendi Ágnes; Beholder, Bp., 2002 (Az idő kereke sorozat)
- A tőrök útja; ford. Körmendi Ágnes; Beholder, Bp., 2003 (Az idő kereke sorozat)
- A tél szíve; ford. Körmendi Ágnes; Beholder, Bp., 2003 (Az idő kereke sorozat)
- Az alkony keresztútján; ford. Körmendi Ágnes; Beholder, Bp., 2004 (Az idő kereke sorozat)
- Új tavasz; ford. Körmendi Ágnes; Beholder, Bp., 2005 (Az idő kereke sorozat)
- Álmok tőre; ford. Körmendi Ágnes; Beholder, Bp., 2006 (Az idő kereke sorozat)
- Robert Jordan–Brandon Sanderson: Gyülekező fellegek,1-2.; ford. Körmendi Ágnes; Delta Vision, Bp., 2012 (Az idő kereke sorozat)
- Robert Jordan–Brandon Sanderson: Az éjfél tornyai, 1-2.; ford. Varga Csaba Béla; Delta Vision, Bp., 2012 (Az idő kereke sorozat)
- Robert Jordan–Brandon Sanderson: A fény emlékezete, 1-2.; ford. Varga Csaba Béla; Delta Vision, Bp., 2014 (Az idő kereke sorozat)
- A világ szeme, 1-2.; ford. Würth Attila; 4. jav., bőv. kiad.; Delta Vision, Bp., 2022 (Az idő kereke sorozat)
- Hódít az árnyék, 1-2.; ford. Radnóti Alíz, Varga Csaba Béla; 4. jav., bőv. kiad.; Delta Vision, Bp., 2024 (Az idő kereke sorozat)